# Plumatella longigemmis
Plumatella longigemmis är en mossdjursart som först beskrevs av Annandale 1915.  Plumatella longigemmis ingår i släktet Plumatella och familjen Plumatellidae. Inga underarter finns listade i Catalogue of Life.